# NGC 3147
NGC 3147 (другие обозначения — UGC 5532, MCG 12-10-25, ZWG 333.22, IRAS10126+7339, PGC 30019) — галактика в созвездии Дракон.
Этот объект входит в число перечисленных в оригинальной редакции «Нового общего каталога».
В галактике вспыхнула сверхновая SN 1997bq типа Ia, её пиковая видимая звездная величина составила 16,1.
В галактике вспыхнула сверхновая SN 2006gi типа Ib, её пиковая видимая звездная величина составила 16,3.
Галактика NGC 3147 входит в состав группы галактик NGC 3147. Помимо NGC 3147 в группу также входят NGC 3183, NGC 3194 и UGC 5686.